# Yto Barrada
Pour les articles homonymes, voir Barrada.
Yto Barrada, née en 1971 à Paris, est une photographe et artiste franco-marocaine. Elle est la fille de Mounira Bouzid El Alami, très active dans le milieu associatif de Tanger, et de Hamid Barrada, journaliste à TV5 et ancien opposant politique à Hassan II. Elle vit et travaille à Tanger où elle dirige la cinémathèque de Tanger. Elle épouse le réalisateur et acteur américain Sean Gullette en 2006. Ils ont deux filles, Véga, née en 2006, et Tamo, née en 2014.

## Biographie
Elle a passé une partie de son enfance à Tanger au Maroc. Jeune, elle a été initiée à la photographie par Jean-Marc Tingaud. Après avoir suivi des études d'histoire et de sciences politiques à l'université Paris-I-Panthéon-Sorbonne, elle a fréquenté le Centre international de la photographie (ICP) à New York.
Dans les années 1990, elle vit en Israël et couvre notamment le retour de Yasser Arafat à Gaza en 1994.
En 1998, elle se forme à la réalisation documentaire aux Ateliers Varan, à Paris.
Après plusieurs années à Tanger, dans la propriété de Jalobey, elle s'installe en 2014 à New York.

## Œuvre
Elle a exposé son projet sur le Détroit de Gibraltar à la Fondation Antoni Tàpies (Barcelone), au Witte de With (Rotterdam), à la Galerie nationale du Jeu de Paume (Paris), à la Villa Médicis (Rome), à L'Appartement 22 (Rabat, 2010) et au Museum of Modern Art (New York). Cet intérêt pour le détroit fait dire à Laure Adler qu'elle en a fait le centre de son œuvre.
Yto Barrada est également à l'origine, avec Cyriac Auriol, de la restauration d'un ancien cinéma tangérois pour en faire la cinémathèque de Tanger (Maroc) dont elle assure la programmation. Elle est représentée par la galerie Polaris, à Paris, et par la Galerie of marseille, à Marseille.

## Expositions
- 2015 : Biennale d'art contemporain de Lyon
- 2024 : Bite the Hand, Pace Gallery à Londres
- 2024 : Manif d'art 11 - La biennale de Québec

## Récompenses
- 2006, lauréate de la Ellen Auerbach Scholarship, prix attribué par l'Académie des arts de Berlin.

### Sélection d'articles en ligne
- Avec Brigitte Derlon, Monique Jeudy-Ballini, Kader Attia, « Le Maghreb en partage. Entretien croisé avec Kader Attia et Yto Barrada », Perspective, 2 | 2017, p. 65-80 [Mis en ligne le 30 juin 2018, consulté le 28 janvier 2022. URL : http://journals.openedition.org/perspective/7513 ; DOI : https://doi.org/10.4000/perspective.7513].